# ケジラミ
ケジラミ (毛虱) Pthirus pubis (Linnaeus, 1758) は、ヒトに寄生するシラミの1種。ほぼ陰部にのみ生息する。形は左右に幅広く、カニにも似ている。

## 概説
シラミ類は寄生する動物の種や寄生部位によって種が異なる例がよくある。ヒトに寄生するシラミは3つあり、アタマジラミとコロモジラミで、これは頭髪と衣類を生息場所とする。これらはヒトジラミという種内の亜種とされてきた。もう1種が本種で、陰部を生息域とする。前記2種とは科まで異にし、外形も遙かに横幅が広く、左右に張った歩脚に爪がよく発達しており、カニに似て見える。英名も Crab louse と言うが、他にPubic louse（陰部のシラミ）も使われる。
寄生部位は陰毛の生えている部分にほぼ限定され、発達した爪で陰毛をしっかり掴んであまり移動はしない。他者への感染の原因は主に性行為だが、ホテルの寝具やバスタオル、温泉、プールなどからも感染する。吸血性であり、噛まれると大変に痒い。ただし病原体を運ぶといった、これ以上の害を及ぼすことは現在までのところは知られていない。
ケジラミ属に属する昆虫はヒトの陰毛に寄生する本種とゴリラに寄生するシラミの2種のみが知られている。ゴリラのシラミがケジラミに進化したのは約330万前。
ただゴリラとヒトの祖先が330万年前に性的接触を持ったとは考えにくく、生息地の共有でゴリラに寄生するシラミがヒトの祖先に移り、ケジラミへと進化したと考えられている。これらのことからヒトの体毛が他の霊長類と違ってるように髪と陰毛に限られるようになったのは約330万前と考えられている。

## 形態
体長は1.5-2mmまで、全体に淡褐色で半透明。これはヒトジラミより一回り小さい。体型としては胸部で幅広く、また歩脚を左右に張り出しているので横幅が広くなっている。
頭部は小さくて先端は丸くなっており、成虫では触角は5節、その基部後方に1対の眼がある。胸部は前・中・後の3節が融合しており、中央部でもっとも幅広い。3対の歩脚のうち中・後脚が太く大きく発達する。3脚とも先端の附節の先端が尖って腹部側に大きく曲がり、鎌状になっている。特に中・後脚ではこれと向かい合う位置で脛節の基部に突起を生じ、この間に毛を挟み込むことで強力に把握することが出来るようになっている。腹部前方の第1節から第4節までは互いに癒合し、この部分は胸部とも癒合している。後半部の5-8節では、縁から円錐形の突起が出て、その上に数本の毛がある。
卵は長楕円形で陰毛に透明な膠状物質で貼り付けられるが、先端部に蓋があり、ここに気孔突起が10-16個ある。この部分はヒトジラミのそれより大きくて突出している。

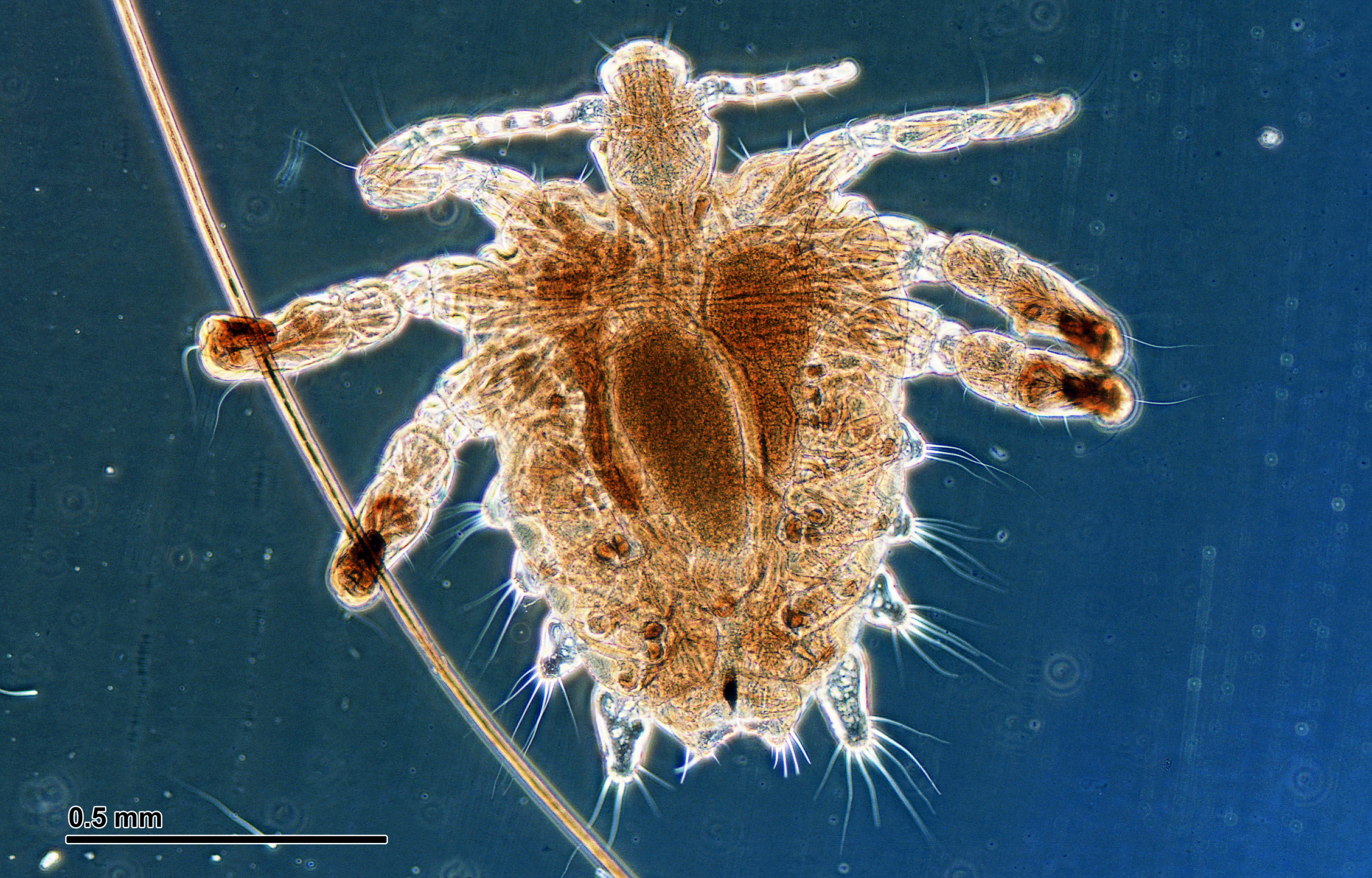
雌成虫・毛を把持している様子
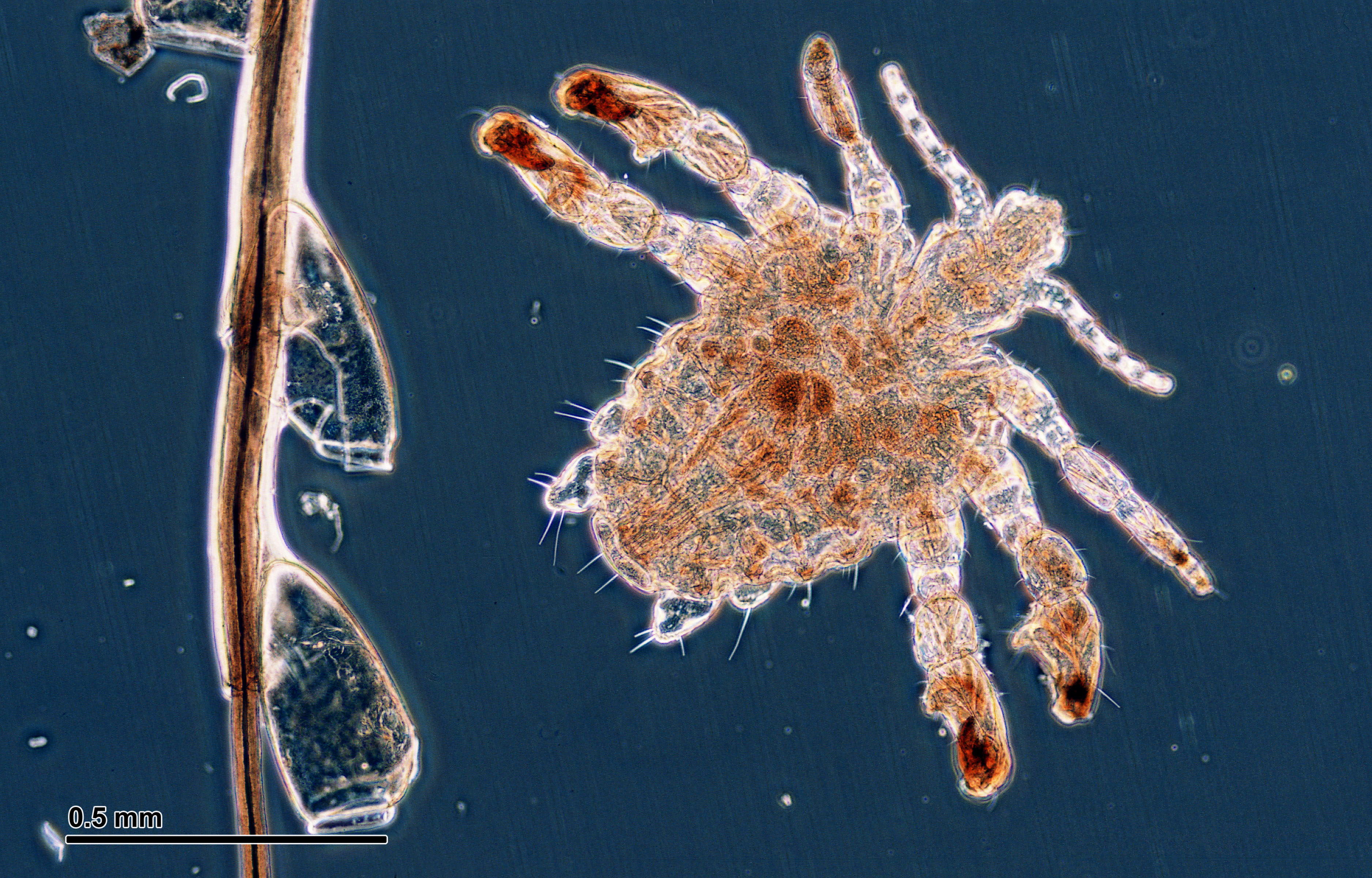
雄成虫
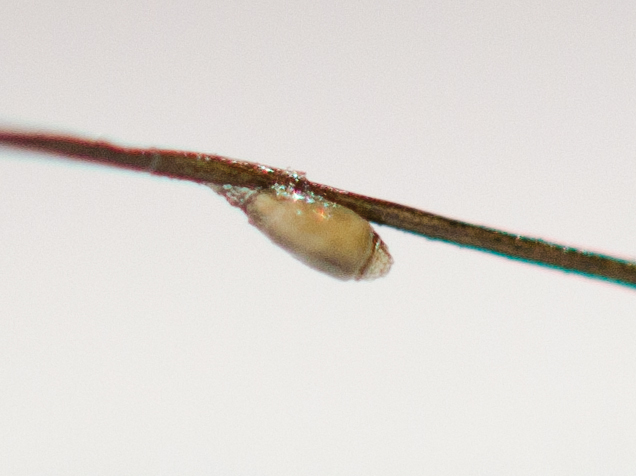
卵
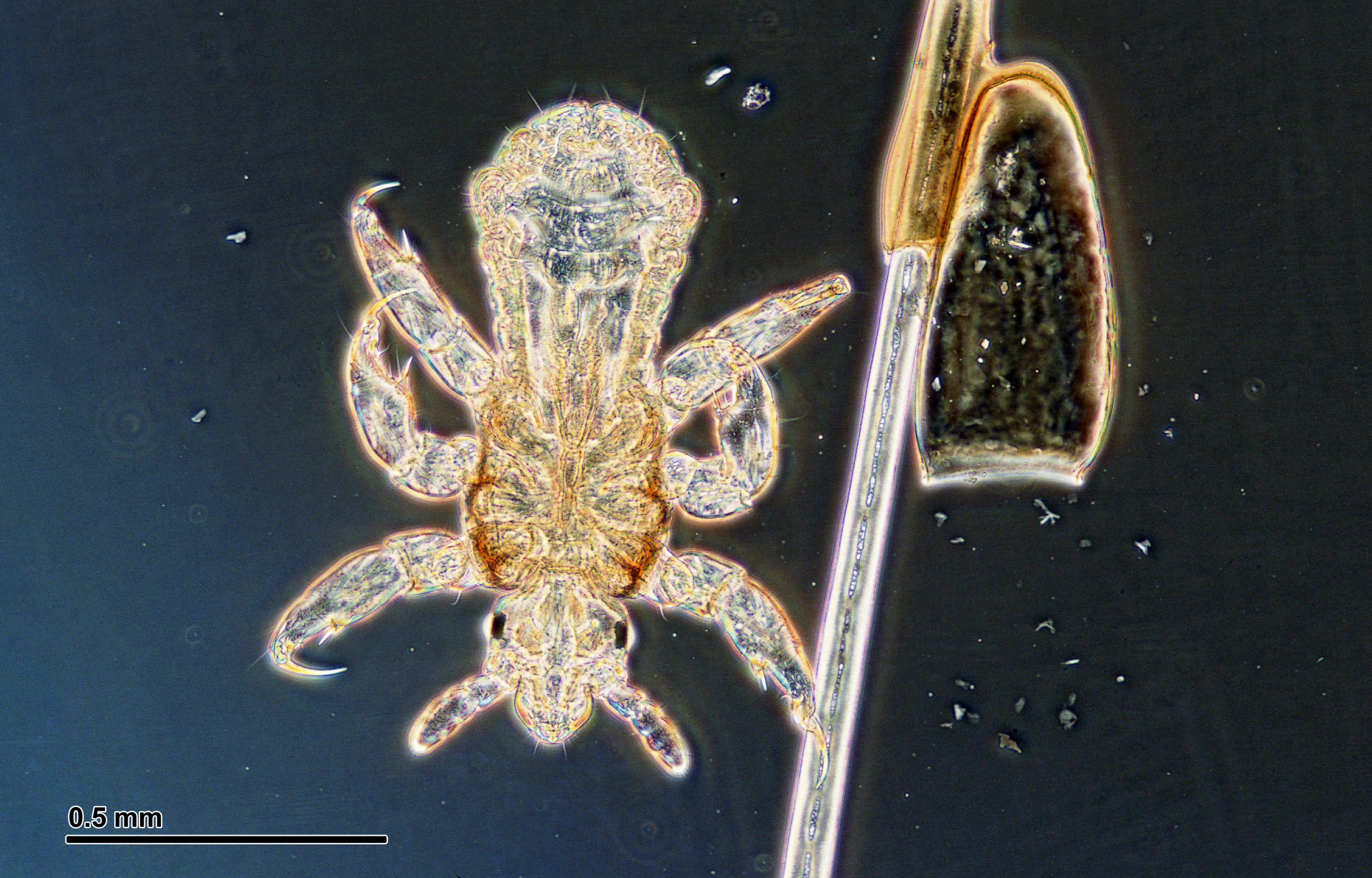
幼生

## 習性
幼虫から成虫まで、全て陰部で生活する。中・後脚の爪で強固に陰毛を掴み、あまり移動せず、口器を皮膚に付けて吸血する。運動は緩慢で、移動はごくゆっくりと行われる。卵も陰毛の、特に付け根付近にくっつけて産卵される。他者への感染は性行為や、寝具、衣類などの衣類や、プール、温泉などでおこる。
感染部位については陰毛以外に臑毛、胸毛、眉毛、睫毛、時に頭髪から発見された例も知られている。なお、女性では頭髪などに発生することが比較的多い。これについて、ケジラミが陰毛を住処とするのがアポクリン腺があるからとの説があったが、これを否定するものである。また、女性の髪に発生が見られるのが比較的最近に多いとのことから、性行為の方法が変化したためではないかとの観測がある。
成虫は体温付近では9-14時間の絶食に耐え、15℃では24-44時間ほど耐えられる。移動能力としては1日で最大10cmという記録があり、また絶食に関してもヒトジラミよりかなり弱く、人から離れるとより早く餓死する。

## 生活史
卵の期間は約7日、1齢幼虫は5日、2齢が4日、3齢が5日、その後成虫になる。雌成虫は1日に数個を産卵し、生涯では40個ほどを産卵する。成虫の寿命は20日ほどで、世代期間はヒトジラミより短い。

## 分布
世界中から知られる。

## 類似種など
上記のように、人には他に2種のシラミがあるが、本種は外見的にはっきりと異なり、卵でも区別は簡単である。

## 被害
吸血されると強い痒みを生じる。特にあまり移動せずに同じ場所から繰り返し吸血するため、その痒みが強烈に感じられる。痒みのために掻いて傷を付け、そこから二次感染症を起こす例はあるが、病原体を運ぶ、いわゆるベクターとして働くことは知られていない。ただし、同時に淋病など他の性感染症に感染している可能性が多いとの声もある。
医学的にはケジラミの寄生とそれによる症状を指してケジラミ症と呼び、性感染症の一つと認める。ただしこれが性感染症であるとの認識は普及しておらず、その分野の教科書等でも取り上げられることは少ない。これはその症例が主要な性感染症に比べて少なく、また、その予後が悪くないことが原因であろうとの声がある。詳しくは該当の記事を参照のこと。

## 消長
本種の被害については正確な調査は行われていない。ただし、数は少ないものの現在でも発生が知られ、わずかながら増加しているともいう。
寄生箇所が陰部であるため、その被害が明らかにされることが少ない。ただ、1971年頃より増加に転じ、1978年からは増加が早くなったとの報告がある。成人男女間で発生し、家庭内感染もあるとのこと。
具体的な数として、オーストラリアでは性感染症の1-2%を占めるという。また、例えば東京女子医科大学の皮膚科において、1983年の報告では過去10年間の初診患者50000人、そのうち性感染症患者は400人で、このうちケジラミ症は7件あったという。

## 駆除
フェノトリン0.4%粉剤、シャンプー剤を患部に数回使うことで駆除する。また、日本家屋害虫学会編(1995)ではまず『家庭内及び「交際範囲」』のどこで発生しているかを調べるべきとしている。

## 逸話
北杜夫はその著作『どくとるマンボウ昆虫記』に「変ちくりんな虫」という章を設け、その真打ちとして本種について触れている。この虫を「世の古き人には周知のことだが、世のいとけなき人は仰天してしまうムシ」と記し、文語調で若い頃にこれに感染したこと、その姿が「微細なる蟹に似し」「すさまじげなる気配漂ひ」と述べ、感染が主として「いかがはしきまじはり」によると文献にあることに触れて「世に例外なき法則」はないと述べている。